# Новосёловка (Кашарский район)
Новоселовка — хутор в Кашарском районе Ростовской области.
Входит в состав Талловеровского сельского поселения.

## География

### Улицы
- ул. Горная,
- ул. Зеленая,
- ул. Кооперативная,
- ул. Победы.

## Население
| 2010 |
| ---- |
| 130  |